# 7634 Shizutani-Kou
7634 Shizutani-Kou là một tiểu hành tinh vành đai chính với chu kỳ quỹ đạo là 2067.9461624 ngày (5.66 năm).
Nó được phát hiện ngày 14 tháng 11 năm 1982.